# ضاحية ثوثكدي
توتهوكودي رمزها «TK» (بالإنجليزية: Thoothukudi)‏ ، هو تقسيم إداري لدولة الهند تتبع ولاية تامل نادو (بالإنجليزية: Tamil  Nadu)‏ ، مركزها هو مدينة ثوثكدي (بالإنجليزية: Thoothukudi  (Tuticorin))‏ عدد سكانها حسب تعداد سنة 2001 هو 1,565,743 ، مساحتها 4,621 كم² وكثافة السكان 339 لكل كم² .